# Strobilanthes petelotii
Strobilanthes petelotii är en akantusväxtart som beskrevs av Raymond Benoist. Strobilanthes petelotii ingår i släktet Strobilanthes och familjen akantusväxter. Inga underarter finns listade i Catalogue of Life.